# Chen Lei (calciatore)
Chen Lei (陳雷T, 陈雷S, Chén LéiP; Bengbu, 16 ottobre 1985) è un ex calciatore cinese, di ruolo difensore.

## Palmarès

### Club

#### Competizioni nazionali
- Campionato cinese: 1

Changchun Yatai: 2007
- China League One: 1

Chongqing Lifan: 2014